# Conflictos en red
Conflictos en red è una serie televisiva argentina prodotta nel 2005 e trasmessa dal 18 aprile fino al 18 luglio dello stesso anno su Telefe.
La fiction ha come registi Alfredo Stuart, Sebastián Valiño e Nicolás Parodi ed è prodotta dalla Capítulo 2, impresa di Guillermo Otero, ideatore della serie insieme a Luján Pflaum e Horacio Guerrico.
È diventata la prima serie dedicata alle storie e alle situazioni nate in internet.

## Trama
Lo sceneggiato ha come protagonista la rete mondiale internet e quello che succede a noi, oggi, in questa società: la difficoltà di comunicazione con le altre persone, relazioni instabili, incomprensioni, paura dell'impegno ed altre situazioni.

## Personaggi ed interpreti
Non c'è un cast fisso, infatti in ogni episodio ci sono alcuni attori e attrici diversi. Alcuni di questi sono Jazmín Stuart, Mercedes Morán, Pablo Rago, Julieta Ortega, Betina O´Connell, Verónica Llinás, Alejo Ortíz, Gabriel Shultz, Mimí Ardú, Lucas Crespi, María Marull, Celeste Cid, Fernán Mirás, Fabio Aste e altri.

## Episodi
| Stagione       | Episodi | Prima TV Originale |
| -------------- | ------- | ------------------ |
| Prima stagione | 13      | 2005               |

## Produzione
Dopo la crisi economica argentina la televisione locale punta sui generi delle serie televisiva. Lo sceneggiato "Conflictos en red" prende forma già a inizio luglio 2004 grazie a Guillermo Otero. In seguito, egli contatta alcuni librettisti come Andrea Marra e Marcos Osorio Vidal che ideano il primo episodio. Nell'ottobre successivo, sempre Otero, parla con Alfredo Stuart, capo pubblicitario, per dirigere l'episodio pilota della serie, che nella numerazione ufficiale viene inserito al numero primo. Stuart ha quindi diretto la prima puntata, dove ha partecipato la figlia Jazmín Stuart. Il piloto è stato inviato a Telefe che ha risposto che era interessato alla serie. Fu anche pubblicato un trailer dove apparivano alcuni partecipanti agli episodi della serie.
Questo sceneggiato ha debuttato il 18 aprile 2005 su Telefe (sostituendo la sitcom Casados con Hijos) insieme a Botines che, nonostante quest'ultima fosse trasmessa da Canal 13, non erano rivali, anche se trattavano lo stesso tema: la realtà. Il primo episodio, intitolato Imborrable, ha raggiunto 15.7 punti secondo i dati stilati da IBOPE che ha permesso di continuare la programmazione di uno spazio di un totale di 13 capitoli e per la prima volta, come dice Otero: "[...] la serie unisce la fiction televisiva con le nuove tecnologie". L'ultimo episodio, dal titolo Compromiso, datato 18 luglio 2005, ha invece attirato l'11.4 punti secondo la classifica IBOPE. Gli altri episodi hanno comunque ottenuto un punteggio superiore all'11% con picchi fino al 15.
Nel 2006 si era parlato di una seconda stagione il cui librettista era Gonzalo Salaya le cui riprese erano iniziate nell'ottobre insieme a Nazarena Vélez e Gabriel Goity e con uscita prevista per il 2007 ma non fu mai messo in onda. Anche nel 2009 ci furono dei nuovi piani per una seconda stagione ma non fu mai realizzata.

## Distribuzioni internazionali
La versione originale della serie è stata venduta in: Russia, alcuni paesi dell'Europa Orientale, Canada, Stati Uniti d'America, Kazakistan, Israele, America Latina, Ecuador, Spagna e Guatemala.
Gli Stati in cui è stata trasmessa invece sono stati:
| Paese     | Canale/i       |
| --------- | -------------- |
| Argentina | Telefe         |
| Ungheria  | Zone Romantica |

## Accoglienza
La serie è stata accolta positivamente dai fan del canale e dalla rete. Hernán Ferreirós della rivista Rolling Stone edizione argentina ha scritto sulla serie: [...] pochi conflitti narrati nella serie hanno come punto centrale la rete sociale. È vero che in ogni episodio c'è il computer ma nessuno dei problemi trattati riguardano strettamente internet e come esso abbia cambiato la nostra vita: si tratta solo di problemi tradizionali in cui l'uso del telefono cellulare viene sostituito dalle email o chat.
Secondo il sito terra.com.ar la serie: [...] a partire da una storia base, un personaggio secondario partecipa in un episodio in un ruolo e poi diventa il protagonista del successivo, creando un effetto domino di capitolo in capitolo.".